# Diduga fumipennis
Diduga fumipennis är en fjärilsart som beskrevs av George Francis Hampson 1891. Diduga fumipennis ingår i släktet Diduga och familjen björnspinnare. Inga underarter finns listade i Catalogue of Life.